# Балаганах
Балаганах — упразднённый посёлок в Бодайбинском районе Иркутской области России. Входил в состав Жуинского сельского поселения. Исключён из учётных данных в 1998 году.

## География
Находился на правом берегу реки Большой Балаганах в месте впадения в неё ручья Мариинский, в 27 км к юго-западу от посёлка Перевоз.

## История
Постановлением губернатора Иркутской области от 21 сентября 1998 года № 574-п посёлок исключён из учётных данных.